# Lebakwangi (Pontang)
Lebakwangi is een bestuurslaag in het regentschap Serang van de provincie Banten, Indonesië. Lebakwangi telt 2368 inwoners (volkstelling 2010).